# Verónica Vieyra
Veronica Vieyra (Gualeguaychú, Entre Ríos, Argentína, 1968. március 24. –) argentin színésznő.

## Élete
Még a Vad angyal forgatása közben szerepet kapott a Lucecitában (Cabecita), így a szereplőt a sorozat vége felé ki kellett írni, hogy el tudja vállalni a szerepet.
1996. december 8-án feleségül ment Silvestre-hez. Két lánya született: Macarena (1989) és Camila (1995).

## Filmjei
| Év   | Cím               | Eredeti cím               | Szerep                            |
| ---- | ----------------- | ------------------------- | --------------------------------- |
|      |                   | Se dice amor              | Carmen                            |
| 2005 | A szerelem rabjai | Amor en custodia          | Noelia                            |
| 2004 |                   | Panadería los Felipe      | Renata                            |
| 2002 |                   | Máximo corazón            | Dr. Ana Ricci                     |
| 2001 |                   | PH                        | Emma                              |
| 2000 | Lucecita          | Cabecita                  | Yoli                              |
| 1999 | Vad angyal        | Muneca brava              | Victoria "Vicky" Di Carlo Rapallo |
| 1997 |                   | Comodines                 |                                   |
| 1997 |                   | Naranja y media           | Ángeles 'Lali' Zabala             |
| 1995 |                   | Montaña rusa, otra vuelta | Marisa                            |
| 1995 | Nők mindörökké    | Por siempre mujercitas    | Laura Levin                       |
| 1994 |                   | Inconquistable corazón    |                                   |